# CIM Sueca
El Cinema Internacional de Merda de Sueca, abreujat CIM Sueca, és un festival de cinema independent de sèrie B,
especialitzat en produccions de baix pressupost, en el qual està permés interactuar durant les projeccions:
el públic, a més, atorga per votació els premis tant a les millors com a les pitjors peces.
La primera edició tingué lloc els dies 13, 14 i 16 de setembre de 2012 al claustre de la Biblioteca Suecana, amb la projecció de trenta audiovisuals seleccionats entre cent quinze peces rebudes de diferents països.
La tercera edició comptà amb l'assistència del director de Cannibal Dinner, Frank W. Montag; entre les projeccions també hi hagueren tres obres d'autors balears. El premi S.H.I.T. al millor llargmetratge es repartí entre la producció basca Joxean's Hil eben i l'alemanya Omnia.
En la quarta edició (2015), entre el 21 i el 27 de setembre es projectaren huitanta-sis obres, entre les quals díhuit llargmetratges: el llarg guanyador va ser Villorrio del Caudillo, paletos y cuchillos d'Alberto Vivó i Alan Arias; Guillaume Rieu guanyà el de millor curt per Tarim le Brave contre les mille et un effets.
En la convocatòria de la quinta edició, l'organització eliminà el jurat professional i conferí a la votació del públic la concessió de tots els guardons, als quals se n'afegiren un a la millor peça en valencià i un altre als efectes especials més imaginatius;
la primera sessió tingué lloc dilluns 19 de setembre de 2016 amb la projecció de l'obra coral German Angst de Jörg Buttgereit, Andreas Marschall i Michal Kosakowski.
La pel·lícula À la recherche de l'ultra-sex guanyà el S.H.I.T. de llargmetratge.
Toni de l'Hostal actuà com a mestre de cerimònies.
L'edició del 2017 se celebrà del 22 al 30 de setembre al Centre Municipal Bernat i Baldoví, amb la projecció de cent huit peces i l'assistència dels cineastes Kim Chan Ki, Adam Baird i Juan Bodí:
el llarg alemany Hard Way, The Action Musical i el curt català Justicia Justiciera III KungFu Karate Annihilator guanyaren els S.H.I.T. respectius; quant als premis Morralla a les peces pitjor valorades, el llarg peruà El Año del Apocalipsis i el curt indi The Trap foren els guardonats; al llarg de set jornades projectaren vint llargs i huitanta curtmetratges, amb sessions especials com una comentada en directe per Toni de l'Hostal.
Call TV de Norberto Ramos del Val guanyà el premi S.H.I.T. de 2018; el de curtmetratge se l'endugué El escarabajo al final de la calle de Joan Vives.
Després de cancel·lar l'edició del 2020 per la pandèmia de COVID-19 i de fer una retrospectiva el 2021, la X edició se celebrà el 2023.